# Ferdinand Hauers senior

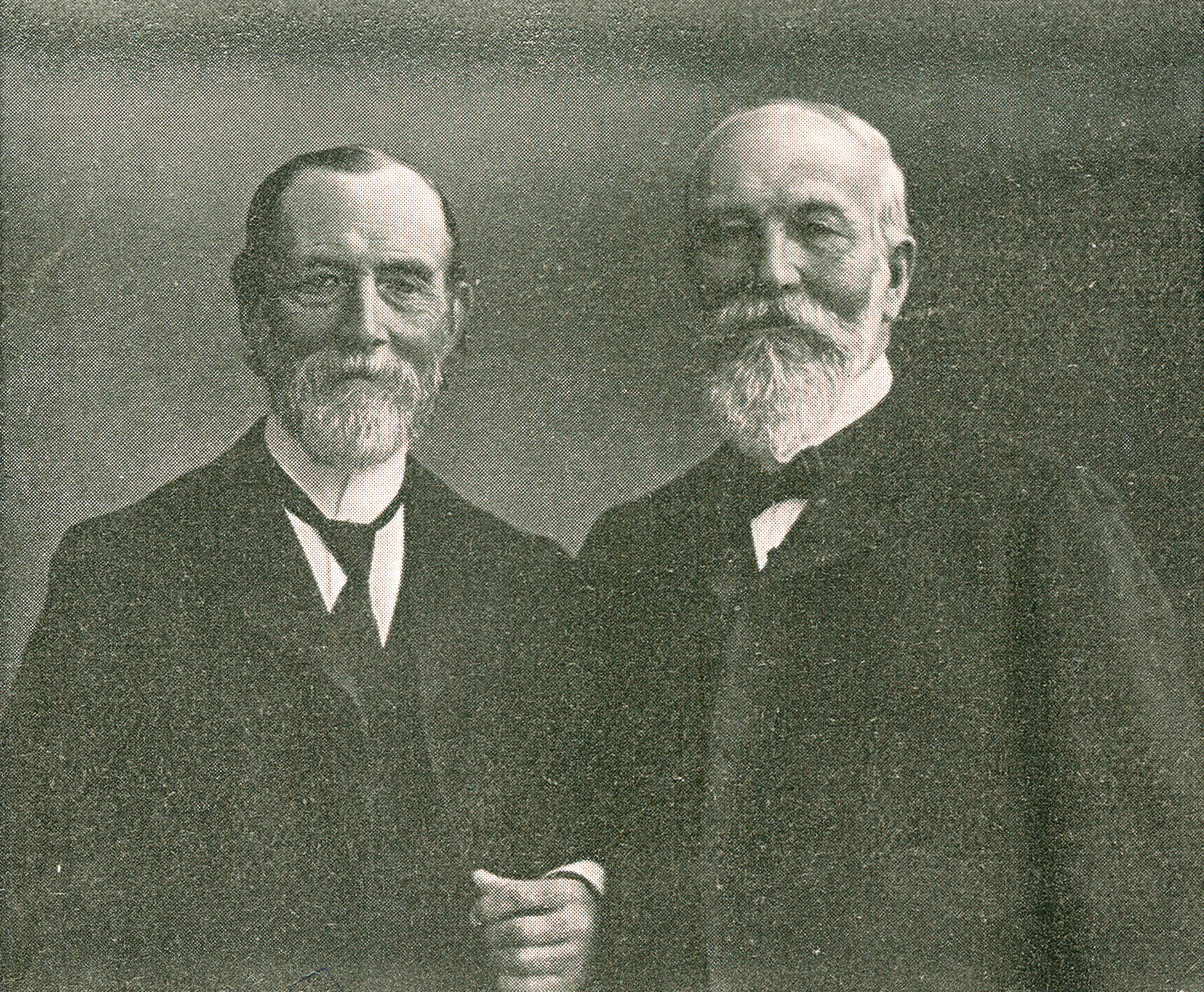
Ein Leben lang einig: Die Gebrüder Carl und Ferdinand Hauers (senior); um 1908

Ferdinand Hauers senior (* 30. Januar 1828 in Burgdorf bei Hannover; † 7. Juni 1913 in Hannover) war ein deutscher Kaufmann, Unternehmer, Ziegelei-Betreiber, Verbandsfunktionär und Kommunalpolitiker.

## Leben
Der noch vor der Industrialisierung im Königreich Hannover in Burgdorf geborene Ferdinand Hauers verlor bereits in früher Jugend seine Eltern und schloss sich in großer brüderlicher Verbundenheit seinem etwa ein Jahr älteren Bruder Carl Hauers (* um 1827; † um 1909) an.

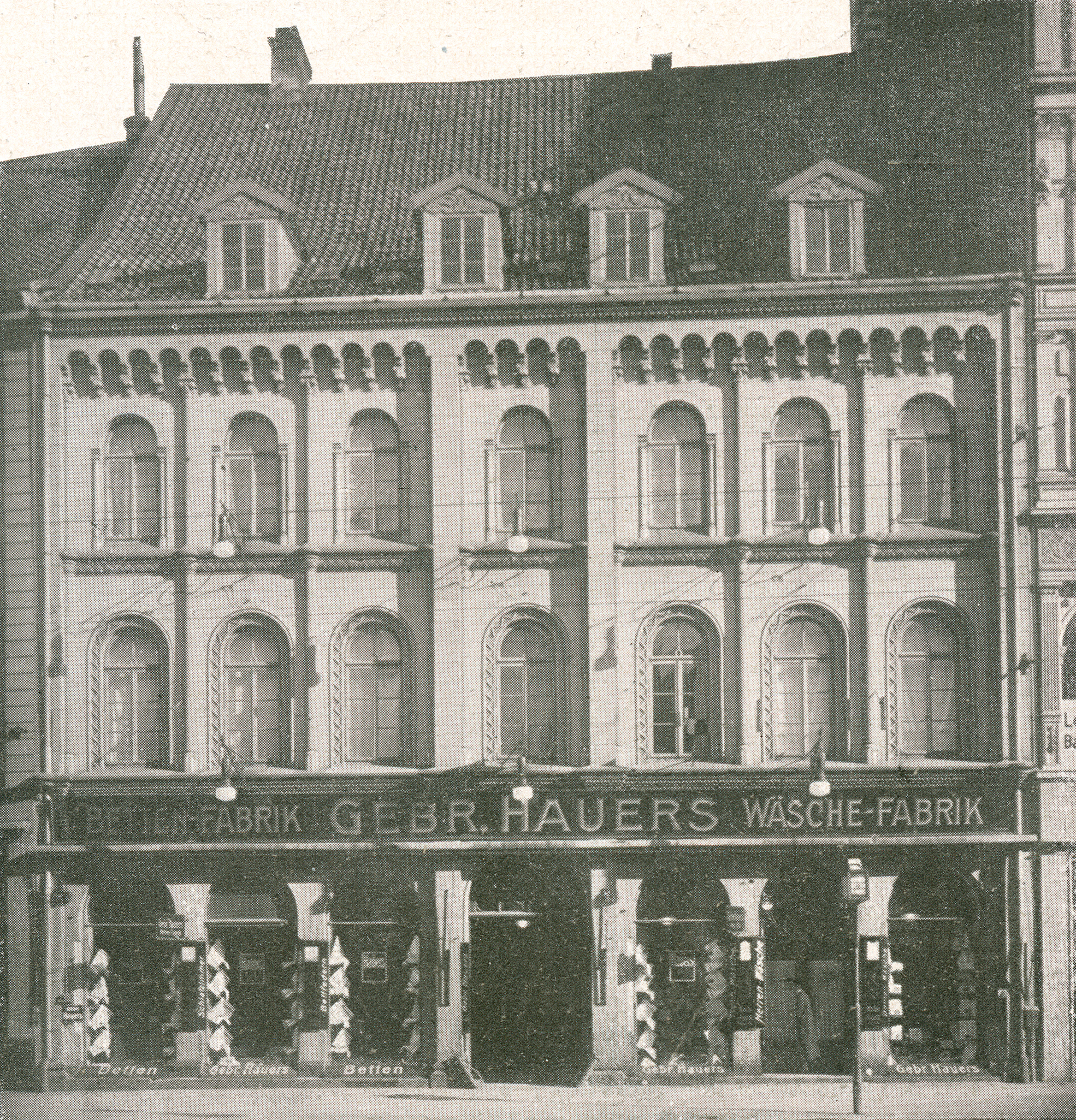
Geschäftshaus der Betten- und Wäschefabrik Gebr. Hauers;
Schmiedestraße 30 in Hannover, um 1920

Nach seiner schulischen Ausbildung wurde Ferdinand Hauers für den Beruf des Kaufmannes vorgesehen; seine entsprechende Ausbildung führte ihn über Braunschweig zunächst nach Magdeburg und schließlich nach Hannover. Dort gründete er im Alter von 25 Jahren gemeinsam mit seinem Bruder Carl die Firma Gebr. Hauers, ein bald weit über die Region Hannover hinaus bekanntes Aussteuer-Geschäft, für das er sich fast 60 Jahre lang engagierte.
Im Jahr der Ausrufung des Deutschen Kaiserreichs und dem Beginn der Gründerzeit eröffnete Ferdinand Hauers – wiederum gemeinsam mit seinem Bruder Carl – 1871 ein weiteres Unternehmen: Für die Hannoversche Kunstziegelei C. & F. Hauers, an der sich auch der Architekt Christian Eichwede beteiligte, setzte sich Hauers bis ins hohe Alter,  insbesondere für den technischen Fortschritt sowie die Optimierung der Firmenanlagen, ein. Reich an solcherlei Erfahrungen, konnte Ferdinand Hauers seinem Neffen, dem Vorsitzenden des Vereins deutscher Verblendstein- und Terrakottenfabrikanten Ferdinand Hauers junior, vielfacher Berater sein.
In der – preußischen – Provinz Hannover wirkte Ferdinand Hauers als Vorstand des Verbandes von Kaufleuten der Provinz Hannover. Rund sechs Jahrzehnte war er Mitglied im Börsenclub Hannover. Als Politiker vertrat er im Kreistag des Landkreises Hannover die damaligen  Gemeinden Wülfel und Laatzen, in denen er auch die Hannoversche Kunstziegelei betrieb.